# Nacionalni park Purnululu
Nacionalni park Purnululu je nacionalni park koji se nalazi na visoravni Kimberly (Australija) (Zapadna Australija), a najbliži gradovi su mu Kununurra na sjeveru i Halls Creek na jugu.
Na njegovoj površini od 23.972 km² i prosječnoj nadmorskoj visini do 578 metara, smještene su planine Bungle Bungle koje se sastoje od kvarcnih sedimentnih stijena iz Devona (prije oko 375 do 350 milijuna godina) koje su domoroci Kija zvali Purnululu ("pješčenjak" ili "plast sijena"), po čemu je park i dobio ime. Ove stijene su u razdoblju od 20 milijuna godina erodirale u niz kupastih stijena u obliku košnica čije su litice išarane tamnim horizontalnim linijama cijanobakterijskim naslagama (jednostanični organizam koji obavlja fotosintezu). Bakterije su naime ostale fosilizirane u crvenkastim slojevima gline, s velikom koncentracijom oksidiranog željeza, koja se prebrzo sušila dok bi se bakterije skupljale na vlažnoj površini. Ovaj jedinstveni kupasti krš svoj izgled duguje zajedničkim djelovanjem više geoloških, bioloških i klimatskih pojava.
Zbog toga je Nacionalni park Purnululu osnovan 1987. godine, a 2003. godine je upisan na UNESCO-ov popis mjesta svjetske baštine u Australiji i Oceaniji.
- Purnululu iz zraka
- Stijene Purnululua
- Palme u jednom od klanaca Bungle Bungle
- Rijeka u parku
- Tzv. "Katedralni klanac"

## Vanjske poveznice
- Purnululu National Park  Arhivirana inačica izvorne stranice od 7. rujna 2008. (Wayback Machine) (engl.) Službene stranice parka
- Galerija fotografija  Arhivirana inačica izvorne stranice od 7. ožujka 2012. (Wayback Machine)